# 古江巴格街道
古江巴格街道，是中华人民共和国新疆维吾尔自治区和田地區和田市下辖的一个乡镇级行政单位。

## 行政区划
古江巴格街道下辖以下地区：
阿鲁买里社区、墩巴格社区、英买里社区、米斯开尔阔恰社区、霍加木阔里拜西社区、夏勒克买里社区、克孜克代尔瓦扎社区、巴格其社区、墩瓦克拜社区和托万古江村。